# Tuolpajärvi (sjö, lat 68,57, long 23,13)
Tuolpajärvi är en sjö i Finland. Den ligger i kommunen Enontekis i landskapet Lappland, i den norra delen av landet, 900 km norr om huvudstaden Helsingfors. Tuolpajärvi ligger 375,8 meter över havet. Arean är 52,9 hektar och strandlinjen är 3,74 kilometer lång. Sjön  ingår i Torne älvs huvudavrinningsområde.   Omgivningarna runt Tuolpajärvi är i huvudsak ett öppet busklandskap.